# منطقة قواية
منطقة قواية (بالألبانية: Rrethi i Kavajës) هي واحدة من ستة وثلاثين منطقة تقع في ألبانيا وهي جزء من مقاطعة تيرانا ومقاطعة دوريس. يقدر عدد سكانها 414 كم2 وترتفع عن سطح البحر 51 متر.